# T25AT
A T25AT (T25 Anti-Tank) az Egyesült Államok egyik páncélvadásza volt a második világháborúban. A 90 mm-as löveget használták rajta. A tank hatásos volt a teszten, viszont csak prototípust gyártottak belőle. Sorozatgyártásra nem került sor. 
- Löveg: 90 mm AT Gun T15E2

- Lőszerek:
  - AP - Armour Penetration (páncéltörő)
  - HE - High Explosive (repesz romboló)
  - HEAT - High Explosive Anti-Tank (tank elleni repesz rombolóló)

- Motor: Continental AV-1790-1

- Rádió: A tank több rádióval is kompatibilis volt (SCR 506, SCR 508 - általában ezt használták).

- Legénység: parancsnok , lövész, sofőr, töltő